# Герберт, Генри, 7-й граф Карнарвон
Генри Джордж Реджинальд Молинье Герберт, 7-й граф Карнарвон (англ. Henry George Reginald Molyneux Herbert, 7th Earl of Carnarvon; 19 января 1924 — 11 сентября 2001) — британский пэр, менеджер по скачкам королевы Елизаветы II с 1969 года до своей смерти. С 1924 по 1987 год носил титул учтивости — лорд Порчестер.

## Жизнь и карьера
Родился 19 января 1924 года в Ланкастер-Гейт, Западный Лондон. Единственный сын Генри Герберта, 6-го графа Карнарвона (1898—1987), и его первой жены Кэтрин Герберт, графини Карнарвон (1900—1977). Учился в Итонском колледже.
Во время Второй мировой войны лорд Порчестер был зачислен в Королевской кавалерийскую гвардию, служившую в Египте и Италии. В 1947 году уволился я с военной службы в чине лейтенанта, затем учился в Королевском сельскохозяйственном колледже в Сайренсестере, руководил конным заводом и поместьем своего отца (замком Хайклер).
Лорд Карнарвон был личным другом принцессы Елизаветы, впоследствии королевы Елизаветы II, с подросткового возраста. Она часто посещала замок Хайклер и, как и другие его друзья, называла его «Порчи», по его титулу. В 1969 году Генри Герберт был назначен менеджером по скачкам королевы и занимал эту должность до своей смерти в 2001 году . Его сын, 8-й граф, крестник королевы, заметил, что

[Это] была очень равная дружба, охватывающая множество интересов. Они были из одного поколения. Они прошли через войну. Они разделяли большую любовь к сельской местности и дикой природе, а также к лошадям. Он и королева одинаково страстно относились ко всем аспектам и деталям коневодства.

Королева присутствовала на похоронах графа и осталась другом его вдовы Джин.
Будучи лордом Порчестером, Генри Герберт стал влиятельной фигурой в британских скачках, завоевав репутацию успешного заводчика на конном заводе Хайклер. Он сыграл ведущую роль в управлении и реструктуризации гоночной индустрии. В 1964 году он был избран в Жокей-клуб и был председателем комитета клуба по планированию гонок (1967—1985) и, будучи королевским гоночным менеджером, он был активным членом нескольких других гоночных комитетов. Он был назначен президентом ипподрома Ньюбери в 1985 году.
Лорд Карнарвон был независимым членом Совета графства Хэмпшир в течение 24 лет и был его председателем с 1973 по 1977 год. Он также работал в ряде государственных органов, включая Совет спорта (1965—1970), Совет сельскохозяйственных исследований (1978—1982), был председателем Юго-Восточного совета экономического планирования (1971—1979). Он занимал пост президента крикетного клуба графства Хэмпшир (1966—1968) и в 1963 году стал почетным полковником 115-го инженерного полка (Территориальная армия).
В 1987 году после смерти своего отца Генри Герберт унаследовал титул 7-го графа Кранарвона и стал заседать в Палате лордов, используя свое положение для продвижения интересов скачек. Он также унаследовал семейную резиденцию, замок Хайклер.
Он был удостоен звания кавалера Ордена Британской Империи на церемонии вручения наград по случаю дня рождения королевы в 1976 году и кавалера-командора Королевского Викторианского ордена на церемонии вручения наград по случаю дня рождения королевы в 1982 году.
Граф Карнарвон скончался 11 сентября 2001 года в возрасте 77 лет после инфаркта миокарда. Ранее в тот же день он смотрел телевизионные репортажи о терактах 11 сентября в США. На посту королевского менеджера по скачкам графа Карнарвона сменил его зять Джон Уоррен, бывший конюх, который работал в конном заводе Хайклер и женился на его дочери Кэролайн.

## Брак и дети
7 января 1956 года Генри Герберт (тогда известный под титулом учтивости — лорд Порчестер) женился на Джин Маргарет Уоллоп (19 апреля 1935 — 11 апреля 2019) из Биг-Хорна, штат Вайоминг, в Епископальной церкви Св. Джеймса в Нью-Йорке. Она была внучкой Оливера Уоллопа, 8-го графа Портсмута. Отец Карнарвона, 6-й граф, также женился на уроженке США. У графа и графини Карнарвон было трое детей:
- Джордж Герберт, 8-й граф Карнарвон (род. 10 ноября 1956). Женился на Джейн Уилби 16 декабря 1989 года, имел двоих детей и развелся в январе 1998 года. Затем 18 февраля 1999 года он женился на Фионе Эйткен, от которой у него родился сын.
- Достопочтенный Генри «Гарри» Малкольм Герберт (род. 2 марта 1959), женившийся на Франческе «Чика» Беван (Франческа Герберт, с 2022 года жена Эдварда Фицалан-Говарда, 18-го герцога Норфолка). Они поженились в 1992 году, у них родилось трое детей. Он женился вторым браком на Клоде Маккенне, телевизионном шеф-поваре и телеведущей, дочери покойного Джеймса Дж. Маккенны и его жены Ирен, 14 августа 2021 года в церкви Святого Михаила и всех ангелов в Хайклере[21] .
- Леди Кэролин Пенелопа Герберт (род. 27 января 1962)[22] , вышедшая замуж за Джона Уоррена, менеджера по скачкам королевы Елизаветы II, в 1985 году. У них трое детей.

## В культуре
Он показан как персонаж первых трёх сезонов драмы Netflix «Корона», его роль исполнили Джозеф Клоска в первых двух сезонах и Джон Холлингворт в третьем сезоне. Он снова был изображен в эпизоде «Ритц» шестого сезона Джо Эдгаром и Тимом Бентинком.